# マルティン・カセレス
ホセ・マルティン・カセレス・シルバ（José Martín Cáceres Silva, 1987年4月7日 - ）は、ウルグアイ・モンテビデオ出身のサッカー選手。ウルグアイ代表。ロサンゼルス・ギャラクシー所属。ポジションはDF。

## クラブ経歴

### 初期の経歴
地元のデフェンソール・スポルティングからプロデビューすると、若くしてレギュラーポジションを獲得し、2006-07シーズンは26試合に出場して4得点を挙げた。

### ビジャレアルCF
2007年2月2日、スペインのビジャレアルCFに完全移籍した。

#### レクレアティーボへのレンタル移籍
7月27日にレクレアティーボ・ウェルバにレンタル移籍し、守備の要として活躍するとともに、2008年1月9日のコパ・デル・レイ・ビジャレアルCF戦 (1-0) では決勝点となる重要な得点を挙げた。2007-08シーズンは公式戦を通じて40試合近くに出場して4得点を挙げ、2008年夏にレンタル元のビジャレアルCFにいったん戻った。

### FCバルセロナ
2008年6月4日に4年契約でFCバルセロナに完全移籍し、違約金は5000万ユーロに設定された。FCバルセロナからビジャレアルCFには1650万ユーロ（約26億8000万円）の移籍金が支払われている。背番号は2番。2008-09シーズンは2度の負傷やジョゼップ・グアルディオラ監督の判断などであまり出場機会を得られず、怪我から復帰した後も主将のカルレス・プジョル、ジェラール・ピケ、ラファエル・マルケスに次ぐ4番手のセンターバックという立ち位置は変わらなかった。しかし、好調を維持したクラブはコパ・デル・レイ、リーガ・エスパニョーラ、UEFAチャンピオンズリーグの3冠（トレブル）を達成し、控え選手ではあったものの優勝に貢献した。

#### ユヴェントスへのレンタル移籍
2009年8月6日、イタリアのユヴェントスFCへレンタル移籍し、1100万ユーロを支払えば完全移籍できるオプションも付けられた。背番号は当時監督であったチロ・フェラーラが着用していたバルセロナ時代と同じ2番。翌日に行われた古巣ビジャレアルとのプレシーズンマッチに早くも出場し、9月12日のSSラツィオ戦 (2-0) に右サイドバックとして出場してリーグ戦デビューを果たすと、72分にこぼれ球を押し込んで先制点となるセリエA初得点を決めた。チロ・フェラーラ監督の下で良いスタートを切ったが、2010年になってからは度重なる負傷で出場機会を減らした。

### セビージャFC
2010年8月27日、セビージャFCにレンタル移籍した。2010-11シーズンは25試合に出場。2010-11シーズン終了後に、セビージャが500万ユーロで完全移籍できる買い取りオプションを行使し完全移籍となった。

### 再びユヴェントスへ
2012年1月27日、ユヴェントスへの2度目レンタル移籍が決定した。レンタル料は150万ユーロ、買取オプションは800万ユーロというものである。背番号は同郷の英雄、パオロ・モンテーロが着用していた4番。2月8日、ユヴェントス復帰戦となるコッパ・イタリアのミラン戦では2ゴールを挙げる活躍をみせる。また3月25日のインテル戦でも決勝ゴールを挙げ勝利に貢献した。シーズン終了後に、ユヴェントスは買い取りオプションを実行、完全移籍となった。契約は2016年までの4年間である。2016年6月30日、ユヴェントスはカセレスの契約切れに伴う退団を発表した。

### サウサンプトンFC
無所属期間を経て、2017年2月16日にサウサンプトンFCへ半年間の契約で加入。退団したジョゼ・フォンテの後釜として期待されたが、吉田麻也とジャック・スティーブンスからポジションを奪えずプレミアリーグ1試合の出場に終わった。

### エラス・ヴェローナFC
2017年8月4日、セリエAへ復帰したエラス・ヴェローナFCへ1年契約で加入。なおヴェローナ加入時にSSラツィオとクラブ間で水面下の交渉を行っており、半年でラツィオへ移籍することが前提での加入だった。

### SSラツィオ
2018年1月8日、SSラツィオと1年契約を結んだ。

#### 三度目のユヴェントス移籍
2019年1月29日、Jリーグのヴィッセル神戸への加入が報道されていたが、ユヴェントスFCへのレンタル移籍が発表された。契約はシーズン末までの半年間。リーグ戦での出場は9試合に留まるも、リーグ優勝を果たした。

### フィオレンティーナ
2019年8月31日、ACFフィオレンティーナへの移籍を発表。なお6月でラツィオとの契約が満了となっていたため、フリー移籍での加入となった。2021年7月1日、退団が発表された。

### カリアリ
2021年9月1日、1年契約でカリアリ・カルチョに加入。

### レバンテ
2022年1月31日、レバンテUDへ完全移籍することが発表された。

### ロサンゼルス・ギャラクシー
2022年8月24日、MLSのレギュラーシーズン終わりまでロサンゼルス・ギャラクシーと契約することが発表された

## 代表経歴

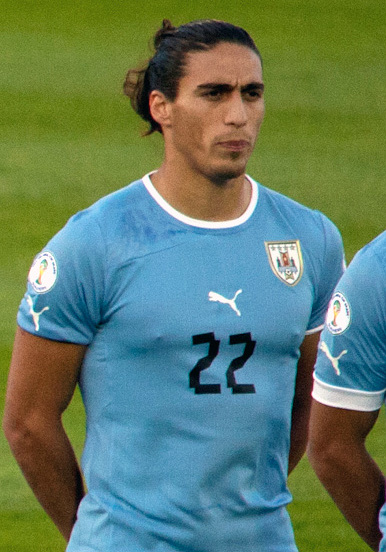
ウルグアイ代表でのカセレス

2007年にカナダで開催されたFIFA U-20ワールドカップではU-20ウルグアイ代表の全4試合に出場し、そこでの活躍がヨーロッパ移籍につながった。2007年9月12日の南アフリカ代表戦でウルグアイA代表デビューし、オスカル・タバレス監督が率いるA代表ではセンターバックとしても左サイドバックとしても起用された。2010 FIFAワールドカップ・南米予選ではレギュラーとして12試合に出場し、本大会では準決勝のオランダ代表戦と3位決定戦のドイツ代表戦に出場した。2011年6月23日のエストニア代表との親善試合で代表初得点を挙げた。2014 FIFAワールドカップ・予選ではプレーオフを含む8試合に出場し、本大会では決勝トーナメント1回戦のコロンビア代表戦を含む4試合に出場した。2018ワールドカップ予選では3ゴールを挙げて、本大会出場に貢献、本大会でもレギュラーとして準々決勝で敗退するまでフル出場した。2020年10月ワールドカップ予選のエクアドル戦で代表100試合出場を達成した。

## エピソード
- 2015年9月29日未明、飲酒した上でフェラーリを運転し、バス停に突っ込む事故を起こす。この飲酒運転事故による負傷者はおらず、カセレス本人にも大きな怪我はなかった。事故について、警察は罰金処分と半年間の免許停止処分を言い渡し、ユヴェントスはカセレスが過去にも同様の事故を起こした経緯も踏まえて、「著しくクラブのイメージを傷つけるもの」として罰金処分に加えて一時的にトップチームから外す事を発表した[22]。

## 代表歴
- ウルグアイ代表
  - 2007年9月12日 - A代表初出場 - 南アフリカ戦

### 出場大会
- - 2010 FIFAワールドカップ
  - 2014 FIFAワールドカップ
  - 2018 FIFAワールドカップ
  - 2022 FIFAワールドカップ

### 試合数
- 国際Aマッチ 116試合 4得点（2007年-2022年）[23]

| ウルグアイ代表 | 国際Aマッチ | 国際Aマッチ |
| 年             | 出場        | 得点        |
| -------------- | ----------- | ----------- |
| 2007           | 1           | 0           |
| 2008           | 9           | 0           |
| 2009           | 8           | 0           |
| 2010           | 6           | 0           |
| 2011           | 14          | 1           |
| 2012           | 6           | 0           |
| 2013           | 11          | 0           |
| 2014           | 8           | 0           |
| 2015           | 6           | 2           |
| 2016           | 0           | 0           |
| 2017           | 6           | 1           |
| 2018           | 11          | 0           |
| 2019           | 12          | 0           |
| 2020           | 4           | 0           |
| 2021           | 8           | 0           |
| 2022           | 6           | 0           |
| 通算           | 116         | 4           |

## タイトル

### クラブ
バルセロナ
- プリメーラ・ディビシオン : 2008-09
- コパ・デル・レイ : 2008-09
- UEFAチャンピオンズリーグ : 2008-09

ユヴェントス
- セリエA : 2011-12, 2012-13, 2013-14, 2014-15, 2015-16, 2018-19
- コッパ・イタリア : 2014-15, 2015-16
- スーペルコッパ・イタリアーナ : 2012, 2013, 2015

### 代表
ウルグアイ代表
- コパ・アメリカ : 2011